# Ямни (Калузька область)
Ямни (рос. Ямны) — присілок в Юхновському районі Калузької області Російської Федерації.
Населення становить 6 осіб. Входить до складу муніципального утворення Село Щелканово.

## Історія
Від 2004 року входить до складу муніципального утворення Село Щелканово

## Населення
| 2002 | 2010 |
| ---- | ---- |
| 19   | ↘6   |